# Chromalizus aureovittis
Chromalizus aureovittis là một loài bọ cánh cứng trong họ Cerambycidae.